# 自分会議
「自分会議」（じぶんかいぎ）は、藤子・F・不二雄（発表時は藤子不二雄名義）の読み切り漫画作品。1972年（昭和47年）『S-Fマガジン』2月号に掲載された。人は過去に戻れるならば何をするか、そしてその結末はどうなるのかを描いた作品。このテーマは藤子・F・不二雄の様々な作品で描かれている。

## あらすじ
1人暮らしを始めるために安いアパートの部屋を借りた主人公。彼は、その部屋が幼い頃に見た「4人のおじさんたちが言い争いをしていた夢」に登場した部屋とそっくりだと気付いた。
食事をしようにも所持金が80円しかないとぼやく主人公の前に突然現れたのは、9年2ヶ月後の自分であった。彼は既に過去と現在の往復が可能なタイムマシンを発明していたのだ。さらに、主人公は時価3億円の山林の相続人でもあることが明らかになり、その財産の上手な扱い方をアドバイスしに来たのだという。しかし山林の扱いを巡り、23年後の自分と33年後の自分までが現れ「自分会議」が巻き起こる。とは言え、その時の「自分」が一番都合の良い方法を「自分だから」という言い分で押し付け合うばかりで議論は一向に進まない。
紛糾する彼らがたどり着いた答えは、幼い頃の自分を連れてきて、会議に参加させることだった。しかし、会議はさらに泥沼化してしまう。そして幼い頃の自分は、未来の自分たちの醜い争いに絶望し、飛び降り自殺を図る。結果、未来の自分の全員が消滅し、残ったのは誰もいないアパートの空き部屋だけだった。

## 登場人物
主人公
現在の自分であり、貧乏学生。その貧乏さは、所持金がたったの80円（実際は180円）しかないことからも分かる。しかし突然時価3億円の山林を手にした事におののいてしまう。自己中心的な未来の自分たちの争いに呆れ果てる。
9年2ヶ月後の自分
「現在の自分」に対して、土地を売り、その金を自分に預けるように要求する。その理由は過去の失敗を取り返したい為だという（実際はただ博打に失敗しただけ）。
23年後の自分
爆発的なインフレーションが発生したため、自分の時代までは土地を売ることを拒否する。
33年後の自分
33年後に土地が全て国有化されてしまったため、過去の自分達に対して、山林を宝石に換えて自分に預けるように要求する。
幼い頃の自分
突然自分会議の場に連れてこられてしまう。未来の自分たちの醜い争いに絶望し、飛び降り自殺する。